# Христо Фотев
Христо Фотев Константинов е български поет.
Още с първите си книги Фотев е признат за поет явление, доказателство за това са наградите му за „Баладично пътуване“, „Лирика“, „Сантиментални посвещения“ и „Пристанище“. Сред шедьоврите на българската любовна лирика е Фотевото стихотворение „Колко си хубава!...“. Морето и любовта е централен философско-поетичен символ в лириката му.

## Биография и творчество
Роден е на 25 март 1934 г. в Истанбул. През 1940 г. семейството му се премества в Бургас, в коджакафалийската махала – махалата на бежанците. Началното си образование получава в училище „Д-р Петър Берон“ в Бургас, а след това постъпва във фабрично-заводско училище в Сливен, което завършва през 1951 г. Кандидатства в Художествената академия, но не успява да издържи изпитите. Прекарва осем месеца като моряк на риболовен кораб.
От 1957 г. е художник в стенописното ателие на дом „Украса“ в Ямбол. Две години по-късно става редактор на многотиражката на мина „Черно море“.
Първата му стихосбирка – „Баладично пътуване“ е издадена през 1961 г. Дебютната му книга получава признание и на следващата година е приет за член на Съюза на българските писатели. През 1962 г. става драматург на бургаския театър „Адриана Будевска“. От 1964 г. повече от четвърт век Христо Фотев е творчески секретар на Дружеството на бургаските писатели, чийто помещение се намира на, ул. Милин камък 1, „канцеларията“, както я нарича Фотев.
След дълго мълчание през 1978 г. поетът издава „Обещание за поезия“. През 1981 г. са публикувани две стихосбирки: „Литургия за делфините“ и „Спомен за един жив“. Три години по-късно събира избрани стихове в „Словесен пейзаж“. През 1989 г. излиза сборникът му с поеми „Венецианска нощ“, а по-късно „Тембъри, прогонени от рая“. В края на 90те е замислен негов тритомник с поезия, от които излиза само т. 1. Финансиран е от Мултигруп.
От 1990 г. е главен редактор на бургаския литературен алманах „Море“. На тази длъжност е до края на 1992 г., когато е скандално уволнен от местната общинска управа. С това приключва и придобилият славата на „най-добър извънстоличен литературен алманах“ Море, (който е възстановен като литературно издание на община Бургас чак през 2009 г.) През 1994 г. Фотев става повторно драматург на бургаския театър. През 90те Христо Фотев напуска ретроградния СБП и става на член на Сдружението на българските писатели.
Умира на 27 юли 2002 г.

## Признание и награди
- 1965 – получава Литературната награда на Бургас за своята втора стихосбирка „Лирика“.
- 1967 – удостоен със същата награда за третата си книга „Сантиментални посвещения“,
- 1969 – връчена му е за трети път наградата на Бургас за стихотворенията му от „Пристанище“,
- 1994 – поетът получава литературната награда „Златен Пегас“,
- 1995 – званието на Почетен гражданин на Бургас.

## Посмъртно признание
Националната награда Христо Фотев за поезия е учредена през 2008 г. от община Бургас съвместно със Съюза на българските писатели, Сдружението на българските писатели и Министерството на културата. Наградата се връчва през година на 25 март, рождения ден на поета.
На Христо Фотев е наречена улица в квартал „Люлин“ в София (Карта).
В края на юни 2009 година департамент Нова българистика към Нов български университет организира Национална научна конференция „Христо Фотев в българската литература и култура“.